# اغتذاء تعابري
الاغتذاء التعابري أو التغذية المتبادلة, أو الاغتذاء التبادلي (بالإنجليزية: Syntrophy)‏ هي الظاهرة التي بها يعيش نوع معين على أحد منتجات نوع آخر من الأحياء.
على سبيل المثال، يعيش عث الغبار المنزلي على رقائق جلد الإنسان حيث ينتج الإنسان السليم حوالي 1 جرام يوميًا. كما يمكن لهذا العث أيضًا إنتاج المواد الكيميائية التي تحفز إنتاج رقائق الجلد ؛ ولكن من الممكن أن يصبح لدى الناس حساسية من هذه المركبات.
مثال آخر هو أن العديد من الكائنات الحية تتغذى على البراز أو الروث. حيث تأكل البقرة الكثير من العشب، الذي يتحول السليلوز الموجود به إلى دهون بواسطة كائنات دقيقة موجودة داخل الأمعاء الغليظة للبقرة. ولا يمكن لهذه الكائنات الدقيقة استخدام الدهون بسبب عدم وجود ثنائي الأكسجين في الأمعاء وبالتالي لا يستنفد البقر جميع الدهون المنتجة. وعندما يترك العشب المعالج ويخرج من الأمعاء كروث في الهواء الطلق، تستقبله العديد من الكائنات الحية، مثل خنفساء الروث, لتتغذى عليه.
مثال آخر هو مجتمع الكائنات الحية الدقيقة في التربة التي تعيش على نفايات أوراق الشجر. فعادة ما يسقط ورق الشجر سنويا ويستبدل بآخر. وتقوم هذه الكائنات الدقيقة بتحويل الأوراق المهملة إلى معادن والمواد المغذية الناتجة من ذلك تأخذها النباتات. وتسمى مثل هذه العلاقات التبادل الغذائي المتبادل لأن النباتات تعيش على منتجات الكائنات الحية الدقيقة. تعتمد العديد من هذه العلاقات التكافلية على التغذية المتبادلة.
وأخيرا التخمر اللاهوائي/توليد الميثان هو مثال على وجود علاقة بين التغذية المتبادلة لمجموعات مختلفة من الكائنات الحية الدقيقة. على الرغم من أن بكتيريا التخمر لا تعتمد بشكل صارم على علاقات التغذية المتبادلة (syntrophic) فإنها تستفيد من أنشطة كائنات كسح الهيدروجين حيث تكتسب بكتيريا التخمر أقصى إنتاج للطاقة عند استخدام البروتونات كمستقبل للإلكترونات مع الإنتاج المتزامن H2 لغاز الهيدروجين (Dolfing, 1988; Schink, 1997). وكذلك البكتيريا المنتجة للخل والكائنات الأوليات المنتجة للميثان هما مجموعتان من الكائنات الحية الدقيقة التي تعيش على التغذية المتبادلة أثناء توليد الميثان. يمكن لبعض منتجات التخمير مثل الأحماض الدهنية الأطول من ذرتين من الكربون والكحول الأطول من ذرة كربون واحدة والأحماض الدهنية ذات السلسلة المتفرعة والأحماض الدهنية العطرية أن تستخدم مباشرة في توليد الميثان. ففي عملية توليد الأسيتات تتأكسد هذه المنتجات إلى خلات وهيدروجين H2 بواسطة البكتيريا مختزلة للبروتون في علاقة للتغذية المتبادلة (syntrophic) مع الكائنات الأوليات مولدات الميثان حيث إن انخفاض الضغط الهيدروجيني الجزئي H2 ضروري لتفاعل توليد الخلات ليكون تفاعلا مفضلا من الناحية الديناميكية الحرارية (ΔG < 0) (Schink, 1997; Stams et al., 2005)؛ حيث تكون الطاقة الحرة للتفاعل سالبة .
تفاعلات التغذية المتبادلة مهمة جدا في جميع المجتمعات الحية وذات أهمية خاصة لنظرية ميزانية الطاقة الديناميكية.